# Belfast Trojans
I Belfast Trojans sono una squadra di football americano, di Belfast, in Irlanda del Nord; giocano il campionato irlandese.

## Storia
La squadra è stata fondata nel 2006 e ha vinto 5 Shamrock Bowl, una EFAF Atlantic Cup e una GFL International Atlantic Cup.

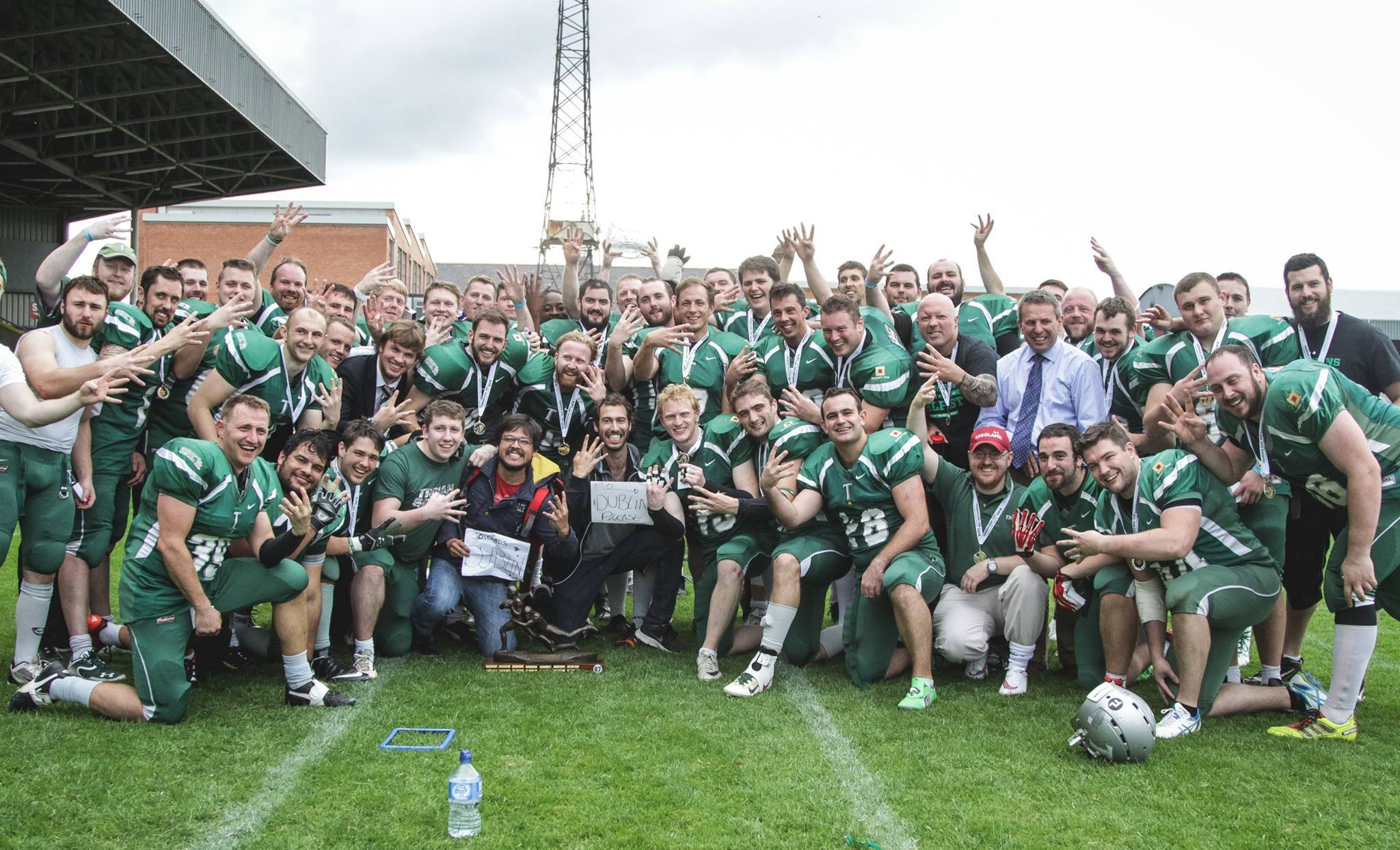
I Trojans campioni d'Irlanda 2015
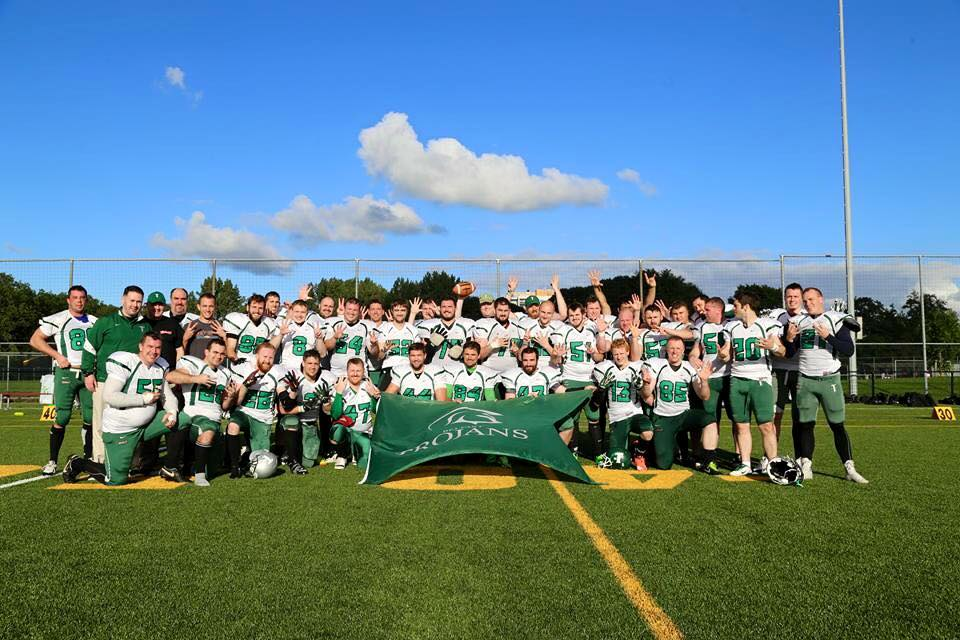
I Trojans vincitori della GFLI Atlantic Cup 2015

## Dettaglio stagioni

### Tornei nazionali

#### Campionato

##### IAFL/Shamrock Bowl Conference/AFI Premier Division
| Stagione | regular season | regular season | regular season | regular season | regular season | regular season | playoff | playoff | playoff | playoff | playoff | playoff       | playoff               |
|          | Vin            | Par            | Per            | Tot            | PF             | PS             | Vin     | Per     | Tot     | PF      | PS      | risultato     | avversaria            |
| -------- | -------------- | -------------- | -------------- | -------------- | -------------- | -------------- | ------- | ------- | ------- | ------- | ------- | ------------- | --------------------- |
| 2007     | 3              | 2              | 3              | 8              | 126            | 110            | 0       | 1       | 1       | 0       | 30      | Wild Card     | Cork Admirals         |
| 2008     | 6              | 0              | 2              | 8              | 226            | 79             | 0       | 1       | 1       | 8       | 52      | Semifinale    | UL Vikings            |
| 2009     | 2              | 0              | 6              | 8              | 136            | 250            | -       | -       | -       | -       | -       | -             | -                     |
| 2010     | 3              | 0              | 5              | 8              | 117            | 149            | -       | -       | -       | -       | -       | -             | -                     |
| 2011     | 6              | 0              | 2              | 8              | 167            | 100            | 0       | 1       | 1       | 14      | 17      | Wild Card     | Craigavon Cowboys     |
| 2012     | 8              | 0              | 0              | 8              | 308            | 64             | 2       | 0       | 2       | 82      | 52      | Campioni      | UL Vikings            |
| 2013     | 8              | 0              | 0              | 8              | 292            | 38             | 2       | 0       | 2       | 62      | 18      | Campioni      | Dublin Rebels         |
| 2014     | 7              | 0              | 1              | 8              | 250            | 56             | 2       | 0       | 2       | 35      | 6       | Campioni      | Trinity College       |
| 2015     | 8              | 0              | 0              | 8              | 349            | 31             | 2       | 0       | 2       | 38      | 14      | Campioni      | Trinity College       |
| 2016     | 6              | 0              | 2              | 8              | 298            | 52             | 2       | 1       | 3       | 48      | 35      | Shamrock Bowl | Dublin Rebels         |
| 2017     | 4              | 0              | 4              | 8              | 173            | 122            | 1       | 1       | 2       | 46      | 50      | Semifinale    | Dublin Rebels         |
| 2018     | 6              | 0              | 2              | 8              | 217            | 115            | 1       | 1       | 2       | 85      | 43      | Semifinale    | Dublin Rebels         |
| 2019     | 6              | 1              | 1              | 8              | 168            | 86             | 2       | 0       | 2       | 38      | 10      | Campioni      | South Dublin Panthers |
| 2022     | 4              | 0              | 4              | 8              | 229            | 199            | -       | -       | -       | -       | -       | -             | -                     |
| Totale   | 77             | 3              | 32             | 112            | 3053           | 1451           | 14      | 6       | 20      | 456     | 327     |               |                       |

Fonti: Enciclopedia del Football - A cura di Massimo Mezzetti

##### IAFL1 Conference
| Stagione | regular season | regular season | regular season | regular season | regular season | regular season | playoff | playoff | playoff | playoff | playoff | playoff    | playoff       |
|          | Vin            | Par            | Per            | Tot            | PF             | PS             | Vin     | Per     | Tot     | PF      | PS      | risultato  | avversaria    |
| -------- | -------------- | -------------- | -------------- | -------------- | -------------- | -------------- | ------- | ------- | ------- | ------- | ------- | ---------- | ------------- |
| 2016     | 7              | 0              | 1              | 8              | 168            | 25             | 1       | 1       | 2       | 14      | 41      | IAFL1 Bowl | Cork Admirals |
| Totale   | 7              | 0              | 1              | 8              | 168            | 25             | 1       | 1       | 2       | 14      | 41      |            |               |

Fonti: Enciclopedia del Football - A cura di Massimo Mezzetti

##### IAFL2 Conference
| Stagione | regular season | regular season | regular season | regular season | regular season | regular season | playoff | playoff | playoff | playoff | playoff | playoff   | playoff                |
|          | Vin            | Par            | Per            | Tot            | PF             | PS             | Vin     | Per     | Tot     | PF      | PS      | risultato | avversaria             |
| -------- | -------------- | -------------- | -------------- | -------------- | -------------- | -------------- | ------- | ------- | ------- | ------- | ------- | --------- | ---------------------- |
| 2015     | 6              | 0              | 0              | 6              | 315            | 40             | 1       | 0       | 1       | 48      | 0       | Campioni  | South Kildare Soldiers |
| Totale   | 6              | 0              | 0              | 6              | 315            | 40             | 1       | 0       | 1       | 48      | 0       |           |                        |

Fonti: Enciclopedia del Football - A cura di Massimo Mezzetti

##### IAFA DV8 Development League
| Stagione | regular season | regular season | regular season | regular season | regular season | regular season | playoff | playoff | playoff | playoff | playoff | playoff   | playoff    |
|          | Vin            | Par            | Per            | Tot            | PF             | PS             | Vin     | Per     | Tot     | PF      | PS      | risultato | avversaria |
| -------- | -------------- | -------------- | -------------- | -------------- | -------------- | -------------- | ------- | ------- | ------- | ------- | ------- | --------- | ---------- |
| 2012     | 4              | 1              | 0              | 5              | 150            | 43             | -       | -       | -       | -       | -       | -         | -          |
| Totale   | 4              | 1              | 0              | 5              | 150            | 43             | -       | -       | -       | -       | -       |           |            |

Fonti: Enciclopedia del Football - A cura di Massimo Mezzetti

### Tornei internazionali

#### EFAF Atlantic Cup
| Stagione | regular season | regular season | regular season | regular season | regular season | regular season | playoff | playoff | playoff | playoff | playoff | playoff   | playoff         |
|          | Vin            | Par            | Per            | Tot            | PF             | PS             | Vin     | Per     | Tot     | PF      | PS      | risultato | avversaria      |
| -------- | -------------- | -------------- | -------------- | -------------- | -------------- | -------------- | ------- | ------- | ------- | ------- | ------- | --------- | --------------- |
| 2013     | -              | -              | -              | -              | -              | -              | 2       | 0       | 2       | 56      | 6       | Campioni  | Trinity College |
| Totale   | -              | -              | -              | -              | -              | -              | 2       | 0       | 2       | 56      | 6       |           |                 |

Fonti: Sito Eurobowl.info Archiviato il 19 ottobre 2017 in Internet Archive.

#### GFLI Atlantic Cup
| Stagione | regular season | regular season | regular season | regular season | regular season | regular season | playoff | playoff | playoff | playoff | playoff | playoff     | playoff                          |
|          | Vin            | Par            | Per            | Tot            | PF             | PS             | Vin     | Per     | Tot     | PF      | PS      | risultato   | avversaria                       |
| -------- | -------------- | -------------- | -------------- | -------------- | -------------- | -------------- | ------- | ------- | ------- | ------- | ------- | ----------- | -------------------------------- |
| 2015     | -              | -              | -              | -              | -              | -              | 2       | 0       | 2       | 53      | 21      | Campioni    | Groningen Giants                 |
| 2016     | -              | -              | -              | -              | -              | -              | 1       | 1       | 2       | 81      | 19      | Terzo posto | Luxembourg Steelers of Dudelange |
| Totale   | -              | -              | -              | -              | -              | -              | 2       | 0       | 2       | 134     | 40      |             |                                  |

Fonti: Sito Eurobowl.info Archiviato il 19 ottobre 2017 in Internet Archive.

### Riepilogo fasi finali disputate
| Anno              | Luogo      | Evento                   | Fase del torneo      | Incontro                                           | Risultato |
| 15 luglio 2007    |            | IAFL                     | Wild Card            | Cork Admirals - Belfast Trojans                    | 30 - 0    |
| 27 luglio 2008    |            | IAFL                     | Semifinale           | Belfast Trojans - UL Vikings                       | 8 - 52    |
| 10 luglio 2011    | Belfast    | IAFL                     | Wild Card            | Belfast Trojans - Craigavon Cowboys                | 14 - 17   |
| 14 luglio 2012    | Tallaght   | IAFL                     | Shamrock Bowl        | Belfast Trojans - UL Vikings                       | 16 - 14   |
| 30 giugno 2013    | Tallaght   | EFAF Atlantic Cup        | Finale               | Belfast Trojans - Trinity College                  | 26 - 0    |
| 10 agosto 2013    | Tallaght   | IAFL                     | Shamrock Bowl        | Belfast Trojans - Dublin Rebels                    | 48 - 18   |
| 10 agosto 2014    | Tallaght   | IAFL                     | Shamrock Bowl        | Belfast Trojans - Trinity College                  | 7 - 0     |
| 2 agosto 2015     | Navan      | IAFL2 Conference         | IAFL2 Bowl           | Belfast Trojans II - South Kildare Soldiers        | 48 - 0    |
| 9 agosto 2015     | Dublino    | Shamrock Bowl Conference | Shamrock Bowl        | Belfast Trojans - Trinity College                  | 28 - 14   |
| 27 settembre 2015 | Groninga   | GFLI Atlantic Cup        | Finale               | Belfast Trojans - Groningen Giants                 | 26 - 7    |
| 7 agosto 2016     | Tallaght   | Shamrock Bowl Conference | Shamrock Bowl        | Dublin Rebels - Belfast Trojans                    | 12 - 7    |
| 14 agosto 2016    | Cork       | IAFL1 Conference         | IAFL1 Bowl           | Cork Admirals - Belfast Trojans II                 | 38 - 7    |
| 25 settembre 2016 | Dudelange  | GFLI Atlantic Cup        | Finale 3º - 4º posto | Belfast Trojans - Luxembourg Steelers of Dudelange | 39 - 6    |
| 30 luglio 2017    | Santry     | Shamrock Bowl Conference | Semifinale           | Dublin Rebels - Belfast Trojans                    | 32 - 26   |
| 5 agosto 2018     | Santry     | Shamrock Bowl Conference | Semifinale           | Dublin Rebels - Belfast Trojans                    | 30 - 26   |
| 4 agosto 2019     | Donnybrook | Shamrock Bowl Conference | Shamrock Bowl        | South Dublin Panthers - Belfast Trojans            | 10 - 24   |

## Palmarès
- 5 Shamrock Bowl (2012-2015, 2019)
- 1 IAFL-2 (2015[1])
- 1 EFAF Atlantic Cup (2013)
- 1 GFL International Atlantic Cup (2015)